# Arthur von Kirchenheim

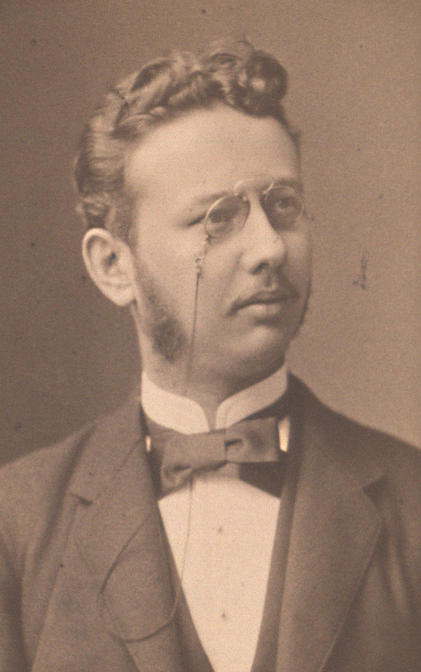
Arthur von Kirchenheim.

Heinrich Adolf Paul Arthur von Kirchenheim (ursprungligen von Koscielski), född den 15 april 1855 i Berlin, död den 8 januari 1924 i Heidelberg, var en tysk jurist.
Von Kirchenheim studerade juridik åren 1874-77 i Heidelberg, Tübingen och Berlin. År 1877 promoverades han i Tübingen och 1880 blev han privatdocent i Heidelberg. År 1886 erhöll von Kirchenheim en med anledning av universitetets 500-årsjubileet inrättad tjänst som extraordinarie professor i statsrätt och straffrätt. År 1881 hade han grundat "Centralblatt für Rechtswissenschaft", vilket han utgav till sin död.